# Martin Mintschew
Martin Jankow Mintschew (bulgarisch Мартин Янков Минчев; * 22. April 2001 in Warna) ist ein bulgarischer Fußballspieler, der beim türkischen Erstligisten Çaykur Rizespor unter Vertrag steht. Der Offensivspieler ist seit März 2019 bulgarischer Nationalspieler.

## Karriere

### Verein
Der in Warna geborene Martin Mintschew begann seine fußballerische Ausbildung 2008 im Alter von sieben Jahren beim lokalen Verein Tscherno More Warna. Dort stieg er durch die diversen Altersklassen auf und zum Ende der Saison 2016/17 wurde er von Cheftrainer Georgi Iwanow in die erste Mannschaft befördert. Am 23. April 2017 (29. Spieltag) debütierte der erst 16-jährige Mintschew beim 3:2-Heimsieg gegen die Lokomotive Plowdiw in der höchsten bulgarischen Spielklasse, als er in der 76. Spielminute für Iwan Kokonow eingewechselt wurde. In der verbleibenden Spielzeit absolvierte er drei weitere Ligaeinsätze. Im Sommer 2017 trainierte er zur Probe bei der U17-Mannschaft des FC Turin mit, wurde aber nicht unter Vertrag genommen. Bei Tscherno More etablierte er sich im Dezember 2017 der folgenden Saison 2017/18 als Rotationsspieler. Am 30. März 2018 (27. Spieltag) erzielte er beim 2:1-Heimsieg gegen den Pirin Blagoewgrad sein erstes Ligator. In dieser Spielzeit bestritt er 20 Ligaspiele, in denen er zwei Tore erzielte.
In der nächsten Saison 2018/19 kam Mintschew regelmäßig in der Startelf zum Einsatz und bekleidete dabei die Position des rechten Flügelspielers. Insgesamt bestritt er in dieser Spielzeit 27 Ligaspiele, in denen ihm zwei Treffer und acht Vorlagen gelangen. Bis Juli 2020 machte er in der Saison 2019/20 sechs Tore in 23 Ligaeinsätzen.
Zum 1. Juli 2020 wechselte Martin Mintschew zum tschechischen Erstligisten Sparta Prag, wo er einen Vierjahresvertrag unterzeichnete. Kurz nach Beginn der Saison 2023/24 wechselte er schließlich im September 2023 zu Çaykur Rizespor.

### Nationalmannschaft
Martin Mintschew bestritt Länderspiele für diverse bulgarische Juniorennationalmannschaften.
Am 22. März 2019 debütierte er beim 1:1-Unentschieden in der Qualifikationsspiel gegen Montenegro für die bulgarische A-Nationalmannschaft, als er in der 82. Spielminute für Spas Delew eingewechselt wurde.